# 齐淑芳

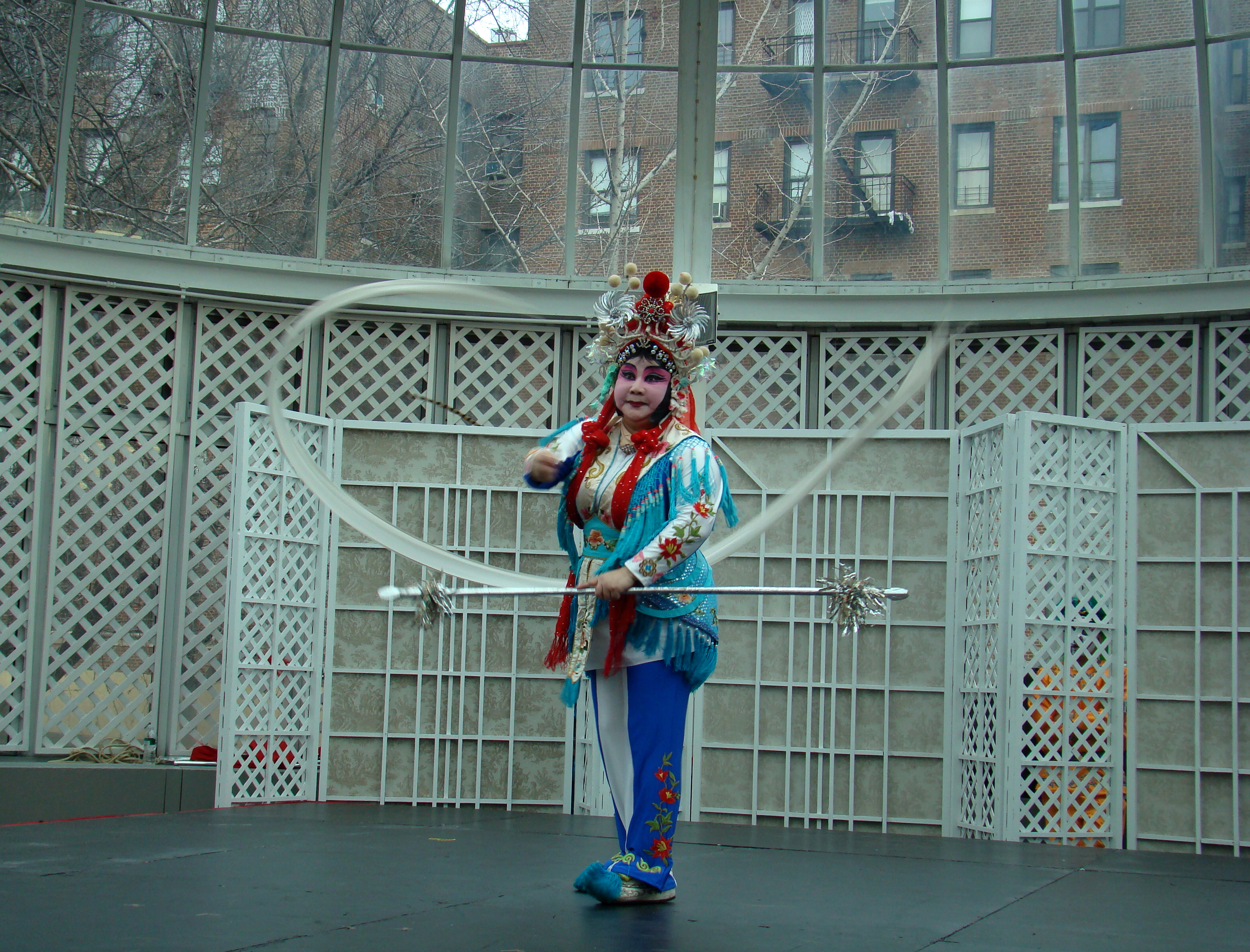
2009年齐淑芳在布鲁克林植物园演出。

齐淑芳（1943年—）是美籍华裔京剧演员，角色是武旦，在文化大革命期间，因在上海京劇院《智取威虎山》中出演常寶一角而闻名全中国。

## 經歷
齐淑芳生於西安，她的父母愛看京劇，哥哥嫂嫂都是京劇演員，齐淑芳四岁時开始学习京剧。其兄長齊英才被上海京劇院的吳石堅看重，成為上海京劇院的一位隊長，齐淑芳在未成年時就從西安來到上海，後后考入上海市戏曲学校，毕业后考入上海青年京剧团。 16歲時演出《三戰張月娥》，18岁时出演样板戏，  她又在上海京劇院《智取威虎山》中出演常寶一角，並相繼出演《楊門女將》、《大英杰烈》、《白蛇傳》、《火鳳凰》等京劇，1974年與樂隊指揮龔國泰結婚。
1982年，美國的企業家邀請上海青年京劇院的演員到美國進行商演，齊淑芳隨團赴美演出，演出后大部分团员包括齐淑芳决定留在美国，1985年取得美國綠卡並與同團的編導丁梅魁在美結婚（1986年龔國泰亦另婚）。1988年，她与其他人一起在纽约创建“齐淑芳京剧团，多年来在美国巡回演出。2008年曾到中国。